# おくどはん
『おくどはん』は、1977年10月14日から1978年4月7日まで朝日放送の制作により、テレビ朝日系列にて放送されたテレビドラマである。全26回。
なお、本項ではこの続編となった『続・おくどはん』（1979年3月23日 - 1979年9月21日、全27回）についても説明。放送時間は、両作とも毎週金曜日21:00 - 21:54である。

## 概要・内容
花登筺の『京紐』が原作。舞台は京都の創業362年の老舗組み紐問屋「都堂」。そこの若主人の守には、店の実力者の桂が邪魔を入れるなどのことがあって、嫁が来ることが無かった。そこへ、ふとした縁から都堂の女主人・あやと京都に旅行に来ていた活子が知り合う。活子は、東京の下町育ちで実家が琺瑯工場。演劇の舞台の小道具係の仕事をしていた。そんな活子にあやから「うちの嫁に」と誘いをかけ、そのまま都堂の守の元へ嫁入りすることになった。しかしその時から、言葉や風習などの違いや嫁姑問題だけではなく、桂のいびりや邪魔など、活子は女同士の争いに巻き込まれることになる。そんな中で活子のたくましく生きて行く様子を中心に描いた。
第1シリーズでは、守のぐうたら振りに嫌気が差して活子は一度東京へ帰ってしまうが、「続 - 」では、活子が再びあやに専務として都堂に迎え入れられて手腕を発揮する様子を描いた。組み紐が海外へ輸出されるなどドラマは海外へも飛び、アメリカ・ロサンゼルス、サンフランシスコロケも行った。
ストーリーの中に、京都の風景・名物などを多く盛り込んでいた。最初の頃は、ドラマの冒頭で原作者の花登筺自らがナレーターとして登場していた。
スタート当初は活子が後半に和服姿で登場する回数が増える事が告知され、着物姿で佇む浅茅のビジュアルも女性週刊誌に掲載されていたが、浅茅は「雲のじゅうたん」でブレイク直後の多忙な時期にあたり、着付の時間等の確保が難しかったのか実際はシリーズ通して洋装であった。
なお、「おくどはん」とは京言葉で「かまど」のことである。「京女にとって、台所を城に例えるなら、その本丸はおくどはん。三人の女（活子・あや・桂）による本丸の主権争いが見どころ」と解説されている。
花登は、朝日放送では『負けたらあかんぞ!』以来10年ぶりの作品で金曜21時台が同局の連続ドラマ枠になってからは初めてシリーズ化された。

## キャスト
- 岩井活子：浅茅陽子
- 西条あや：宝生あやこ - 守の母
- 西条守：中条きよし
- 桂：加賀まりこ
- 伊藤：高岡健二
- 西条彦太郎：長門裕之 - あやの夫
- 山根：西村晃
- 岩井復夫：渡辺篤史 - 活子の兄
- 桜田百恵：吉田日出子 - 復夫の同棲相手
- 尚子：堀越陽子 - 伊藤の妹
- 峯：正司歌江 - 伊藤の母
- 中村由之丞：伊藤雄之助
- 岩井民子：丹下キヨ子 - 活子の母
- 真田：草薙幸二郎
- 仲：砂塚秀夫
- 東野英治郎（声の出演）

以下「続・おくどはん」から
- 山中：黒沢年男 - 「三洋貿易」課長
- しげ子：横山道代
- 野口：髙田次郎
- 万木屋：山城新伍
- 北条：戸浦六宏

### ゲスト
「おくどはん」
- ジョーン・シェパード（第2話）
- 富江：岸じゅんこ（第2話）
- 古道具屋：金田正一（第17話）
- えり半：金田龍之介（第21話）

「続・おくどはん」
- 京美屋：志賀勝（第11話）
- せい（京美屋の母）：葦原邦子（第11話）
- 三原：石井均（第14話、第15話）
- なべおさみ（第17話、第18話）
- 葉山葉子（第17話）
- 易者：海原お浜（第20話）

## スタッフ
- プロデューサー：松本明
- 原作：花登筺『京紐』
- 脚本：花登筐
- 演出
  - 第1シリーズ - 大熊邦也、北条信之、柴田敏行
  - 続・おくどはん - 大熊邦也、平田修、佐久間博、生島信、石渡敏、後藤幸一
- 制作：朝日放送、テレパック

## 主題歌
- 『わたし京都へ』 歌：島倉千代子（『おくどはん』のみ）
- 『ひとり歩き』 歌：たんぽぽ（『続・おくどはん』のみ）

## サブタイトル
※サブタイトルは『続・おくどはん』のみ存在。

### ｢おくどはん｣
| 話数   | 放送日         | 演出     |
| ------ | -------------- | -------- |
| 第1話  | 1977年10月14日 | 大熊邦也 |
| 第2話  | 10月21日       | 北条信之 |
| 第3話  | 10月28日       | 大熊邦也 |
| 第4話  | 11月4日        | 北条信之 |
| 第5話  | 11月11日       | 大熊邦也 |
| 第6話  | 11月18日       | 北条信之 |
| 第7話  | 11月25日       | 柴田敏行 |
| 第8話  | 12月2日        | 大熊邦也 |
| 第9話  | 12月9日        | 北条信之 |
| 第10話 | 12月16日       | 北条信之 |
| 第11話 | 12月23日       | 大熊邦也 |
| 第12話 | 12月30日       | 柴田敏行 |
| 第13話 | 1978年1月6日   | 柴田敏行 |
| 第14話 | 1月13日        | 北条信之 |
| 第15話 | 1月20日        | 北条信之 |
| 第16話 | 1月27日        | 大熊邦也 |
| 第17話 | 2月3日         | 大熊邦也 |
| 第18話 | 2月10日        | 大熊邦也 |
| 第19話 | 2月17日        | 柴田敏行 |
| 第20話 | 2月24日        | 柴田敏行 |
| 第21話 | 3月3日         | 大熊邦也 |
| 第22話 | 3月10日        | 北条信之 |
| 第23話 | 3月17日        | 北条信之 |
| 第24話 | 3月24日        | 大熊邦也 |
| 第25話 | 3月31日        | 大熊邦也 |
| 第26話 | 4月7日         | 北条信之 |

### ｢続・おくどはん｣
| 話数 | 放送日        | サブタイトル      | 演出               |
| ---- | ------------- | ----------------- | ------------------ |
| 1    | 1979年3月23日 | 離婚しました      | 大熊邦也           |
| 2    | 3月30日       | 生きてました      | 大熊邦也           |
| 3    | 4月6日        | 悩みました        | 大熊邦也           |
| 4    | 4月13日       | 決心しました      | 大熊邦也           |
| 5    | 4月20日       | 京都へ来ました    | 大熊邦也           |
| 6    | 4月27日       | 火花が散りました  | 大熊邦也           |
| 7    | 5月4日        | 仕掛けられました  | 平田修             |
| 8    | 5月11日       | 泣きました        | 平田修             |
| 9    | 5月18日       | 会えました        | 平田修             |
| 10   | 5月25日       | 恐さを知りました  | 大熊邦也           |
| 11   | 6月1日        | 反撃しました      | 大熊邦也           |
| 12   | 6月8日        | 伊賀へ行きます    | 大熊邦也、佐久間博 |
| 13   | 6月8日        | 売ってみせます    | 生島信             |
| 14   | 6月22日       | 歩き廻って･･･     | 生島信             |
| 15   | 6月29日       | アメリカへ!       | 生島信             |
| 16   | 7月6日        | ロスで翔べ!       | 大熊邦也           |
| 17   | 7月13日       | シスコのふたり    | 石渡敏             |
| 18   | 7月20日       | やる気は損気      | 石渡敏             |
| 19   | 7月27日       | もう、許せないわ! | 後藤幸一           |
| 20   | 8月3日        | あや、倒れる!     | 後藤幸一           |
| 21   | 8月10日       | 桂・撃退作戦      | 後藤幸一           |
| 22   | 8月17日       | 桜田百恵現わる    | 生島信             |
| 23   | 8月24日       | 訴えないで!       | 生島信             |
| 24   | 8月31日       | 守さん、結婚して! | 生島信             |
| 25   | 9月7日        | 桂が守と結婚!?    | 生島信             |
| 26   | 9月14日       | どたん場の攻防    | 生島信             |
| 27   | 9月21日       | 都堂は誰の手に    | 生島信             |